# 巨神兵
巨神兵（きょしんへい）は、宮崎駿の漫画『風の谷のナウシカ』および劇場版アニメ『風の谷のナウシカ』、または、特撮映画『巨神兵東京に現わる』に登場する架空の巨大人型人工生命体。
英語名は複数あり、「Giant God Warrior(s)」「Giant Warrior(s)」「God Warrior(s)」の3つが確認されている。
原作・映画共に、千年前に産業文明を崩壊させた「火の七日間」で世界を焼き払ったといわれる巨人。作中の時代ではその全てが化石となり、腐海にその死体をさらしていると考えられていたが、ペジテ市の地下で発掘された一個体が復活する。原作・映画共に化石化した個体によっては頭部に二本角のあるものや、顎部のデザイン等に違いがある。原作・映画共に化石の肩に突起はあるが、背中は不明。作品序盤では、化石化した個体の内部に入る為のハッチや計器類と思われる遺構の存在や 、原作では銃のような構造物を保持している状態で化石化した個体等、機械で構成され人が操縦する「巨大人型ロボット」と思しき描写をされたものが見られる。火の七日間における巨神兵は光る杖、あるいは槍のような棒状の得物を持ち歩く姿が描写される。原作・映画共に遺伝子工学と機械工学の結合により生まれた。原作・映画共に寝食を取らない。
原作ではユパが、滅亡の書において、その名の由来は「光を帯びて空をおおい死を運ぶ、巨いなる兵の神（おおいなるつわもののかみ）」とされていると発言した。その正体は旧世界の人類が多数創造した人工の神。あらゆる紛争に対処すべく「調停と裁定の神」としての役目を担った。
原作・映画共にナウシカの時代では、一般に世界を破壊した最終兵器という扱いで伝承されている。原作では、「火の7日間」以前の世界を知る墓所の主からは「世界を滅ぼした怪物」、庭園の主からは「死神」と呼ばれ、忌み嫌われている。

## 原作漫画版
オーマ（英: Ohma）は、ペジテ市の地下で発掘された個体の一つで、生体型の巨神兵として起動。主人公ナウシカを母親と認識し、彼女から「オーマ」と名付けられ、土鬼（ドルク）の聖都シュワの中心にある墓所を封印する為共に行動した。人間を手の平に乗せる事ができる程の巨大な体を有し、肩部と背中には複数の突起物が生えており、飛行時には伸張して発光する。頭部は頭頂部の尖った戦闘用ヘルメットの様な形で2つの丸い眼球があり、口腔部には牙が生えており、その内の一本の根元にはナウシカが商標と推察した (「東亜工廠 (とうあこうしょう) 」と書いてあるように見える) 千年前の古代文字が記されている。原作初登場時であるぺジテ市の地下に安置されている時点では、体は殻のような骨格だけだったが、ペジテ市民及び土鬼人による復活途上の時点で、体表面は人体模型のように筋組織が露出している姿に変化している。超硬質セラミックの骨格である。

### 秘石と再生
ペジテ市の地下坑道で、内部構造やエンジンを持たない特殊な巨神兵の骨格が発掘され、骨格に繋がれた黒い箱の中には秘石が置かれていた。工房技術者はこれを巨神兵を動かす制御装置と考え、中の石を右のくぼみから左のくぼみに移したが、その時には何の変化もなかった。数日後、骨格に心臓と筋肉が形成され、箱は巨神兵の胎盤だと判明する。火の7日間の再現を恐れて秘石を外した為、巨神兵の成長は止まった。その後破壊を試みるも、火や爆薬では傷を付ける事もできず、坑道の奥に放置された。
これを知ったトルメキアが奪取に乗り出し、クシャナ軍がペジテ市を壊滅させるが、秘石を王女ラステルが持って逃げた為蘇生を断念する。秘石は腐海で追手から隠れた時に蟲 (むし) を殺した為、蟲に襲われ腐海の縁に墜落した、ブリッグ (大型貨物飛行艇) に乗るラステルの救助に駆けつけたナウシカの手に渡り、ラステルの遺言に従い双子の兄アスベルに返還された。アスベルは腐海の底に捨てたと語りつつ、秘石を隠し持つ。

### 復活
巨神兵はトルメキアと敵対する土鬼の手に渡り、墓所において旧世界の技術によって蘇生が進められる。神聖皇帝ナムリスの命令により、彼と共にトルメキアを侵攻する前に、サナギ（人工子宮）の状態で土鬼のサパタに空輸されるが、巨神兵を破壊する為風の谷のガンシップ (小型戦闘機) が吊り船 (飛行船) を砲撃し、下に着陸していた戦艦の上に落ち、サナギが燃えた為、孵化が始まり目覚めてしまった。この時、ナウシカがアスベルから秘石を託されており、彼女から石を見せられ、石から出た光線を体内に取り込んだ事でナウシカを母親と認識し「やっぱり、あなたはママだった」と念話 (テレパシー) で言った。ナウシカから光る秘石を見せられた時、石から出た光線が額や目に当たり吸い込んだ。その後、この石は砕けてしまった。
秘石の光線を体内に取り込む前はナウシカを念話で「ママ」と呼ぶだけで、話ができず、気に入らない事があると癇癪を起こし、ナウシカの笑顔を見て喜ぶ等赤子同然だった。秘石の光線を体内に取り込むと話ができるようになり、ある程度の知能を得たが、思考回路は幼いままだった。

### シュワへの旅と命名
ナムリスのトルメキア侵攻を阻止したナウシカは、目覚めてしまった巨神兵の対処法を探して、また戦争激化の根源である墓所を永久に封印する為、巨神兵と共に飛行しシュワへ赴く。しかし、秘石と黒い箱による正しい手順を完了せず、墓所の技術で無理矢理蘇生させた巨神兵の不完全な肉体は、巨神兵本来の強大なエネルギーと力に耐えられず、ビームの発射や長距離の飛行といった力を使う事で徐々に腐敗し、発作的に体が動かなくなる。また、体内からもれ出た生物に有害な「毒の光」によって、ナウシカとキツネリスのテトの肉体も衰弱してしまう。
シュワへの道中、休憩の為土鬼のゴス山脈に着地した直後に、巨神兵は1度目の発作を起こす。そしてその場でナウシカ一行は、シュワへ侵攻するトルメキア第1・第2皇子の先遣隊の兵士に会い、巨神兵がナウシカの敵と思い込んだのと自身の楽しみの為兵士を殺害し、殺人をいさめ息子として扱う為、彼女からエフタル語で「無垢」を意味する「オーマ」と名付けられると、一瞬目が光り、急激に知性を発達させ、彼女を「母」「母さん」と呼び、真の力を覚醒させ、ナウシカに自分は調停者だと告げる。ナウシカの前での一人称は「僕」で、それ以外には「私」。名づけられた後、オーマに人格が生まれ始めている事にナウシカは気づき、オーマは神として作られたと想像する。山脈を出発直後にナウシカ一行は第1・第2皇子の艦隊 (重コルベット (超大型戦闘機) とバカガラス (大型輸送機) ) に遭遇。オーマの力を欲した皇子達にナウシカが捕らえられるも、既に裁定者として目覚めていたオーマは艦隊と同行し、ナウシカに自分は裁定者だと告げる。その姿、行動を見た事と、オーマの言葉を聞いた事で、ナウシカはオーマの本性を知り、オーマが死ねば済むのかどうか再考せざるを得なくなる。相手に下心がある事を見抜くとあざ笑い、生かすに価するかどうか見極める為、あえて知らぬ振りをする。念話の力を持たないトルメキア人に対し言葉を発する場面もあった。その後、死んでしまったテトを埋めたいと言ったナウシカと、共に行きたいと言った2人の皇子を手の平に乗せトルメキア艦隊から離脱。しかし、土鬼の庭園に着き、ナウシカがテトを庭園の端の大木の根元に埋めた後、オーマは無理がたたって2度目の発作を起こし、ナウシカと皇子達が庭園の主の元に保護されると、「母さんには休養が必要」と言い残し、徒歩で単身シュワへ向かった。

### 墓所での最期
聖都シュワに着くとオーマはトルメキア軍と扉を閉ざした墓所との戦闘に介入。ヴ王に戦闘の中止と面会を求めるが、パニックに陥ったトルメキア軍がオーマに発砲した為、ビームで反撃し街の一部を焦土と化した。直後、面会に応じたヴ王を右手に乗せ、案内された墓所と対峙。ヴ王の墓所の中に入りたいという要求を無視してナウシカの意志である墓所の封印を宣言するが、墓所にビームで攻撃された直後に、反撃する。この撃ち合いのせいで、墓所以外の街全体が、避難する為飛行中のバカガラスごと破壊された。この時、墓所の堅固な壁の正面から上面にかけて一本の亀裂を生じさせるが、自らは胸を撃ち抜かれて右腕がもげ落ち、墓所を囲む深い空堀へと落下してしまう。
そのまま活動を停止したと思われたが、遅れてシュワに到着し墓所の中に入り、墓所の主と対峙したナウシカの呼びかけに応じて、彼女の元へと動き出す。額と口のビームで墓所の地下の壁に穴を開け、下半身を失いながらも内部に侵入、新世界の住人となるべく保存されていたヒトの卵を蹂躙しつつ深部に到達し、墓所の主を握り潰す。最期はナウシカに看取られ、「自慢の息子」との称賛の言葉を贈られながら絶命した。

### 能力
熱核ビーム
口腔内から発射される他、額の小さな発射孔からも出力を弱めたものを発射できる。当初は地平線の彼方にある山を吹き飛ばし、巨大なきのこ雲を作る程の威力であったが、身体の腐敗が進んだ後は、20リーグ (作中では1リーグは約1.8キロメートル) 離れた場所から、小さなきのこ雲が確認できる程度にまで威力が落ちた。それでも街の一部を焦土と化す破壊力を持つ。放射線など生物に有害なものはほとんど出ない。
飛行能力
空間を歪めて宙に浮き、高速及び高高度で移動する事ができる。飛行の際は、肩部と背中の複数の突起物が伸張して光を帯び、光輪状または翼状に変形する。当初はガンシップも追いつけない程の高速及び、高いゴス山脈を越える程の高高度を飛行していたが、1度目の発作で体が動かなくなった後は、ナウシカに高度と速度を抑えるように言われて、通常の飛行する船と同じ高度と速度にまで低下させ、2度目の発作の後は飛行能力そのものを失ってしまった。
超常の力
ナウシカや神聖皇帝と同じく超常の力を持っている。超常の力を使わずに言葉を発する事はできるが、ナウシカとの意思疎通は念話で行なっている。20リーグ離れた場所からの念話や映像の念写も可能で、ナウシカからの念話による問いかけを一方的に遮断する力も持つ。

## 劇場版
ペジテ市の地下にて、「卵」の状態で発見される。トルメキアが奪取後、捕虜にしたラステルと共に大型船 (超大型輸送機) で輸送を試みたが、卵の重さに耐えられず腐海へ突っ込み、蟲を殺した為蟲に襲われ、舵を誤って風の谷へ墜落する。これを捜索に来たクシャナが、風の谷にて蘇生しようと目論む。セラミックの骨格と合成タンパク質の肉体である。黒い箱や秘石は登場しない。
ペジテ市民が囮にした王蟲 (オーム) の子の後を追い、王蟲の大群が風の谷へ迫った際、食い止める為にクシャナが覚醒させるも、蘇生完了には早過ぎた為に全身の肉体が安定しておらず、腐っており、下半身が溶け落ちた為に自立歩行すら行えない。蘇生中にクロトワの言葉に反応したりクシャナの言語命令を理解しているが、会話等の高い知能の度合いを示す描写は無い。その為、漫画のような人工の神というより、生物兵器として描かれている。映画はオープニングタペストリーの千年前の世界の火の七日間と思われる絵の途中の、巨神兵製造場面等の背中等の突起、壊れた街の上空を飛ぶ鳥のような姿の巨神兵らしきものの絵を除き、本編は化石の肩等及び胎児の背中の突起以外に突起がなく空を飛ばない。超常の力もなく、ナウシカはじめ登場人物から名前をつけられる事もない。ビームはもっぱら口腔から発射し、額に発射孔らしきものは見えず額からはビームを出さない。ユパが「旧世界の怪物」「化け物」と呼び、クシャナが「世界で最も邪悪な一族の末裔」と呼んだ。
肉体が溶け流れるままに上半身を起こし、王蟲の群れへ口からビームを2発（1発目の威力は群れを長くなぎ払って大爆発を起こしたが、2発目の威力は肉体の腐敗が更に進んでいた為に、数体を爆発させるまでに落ちた）放った後、肉体が完全に溶け落ちて絶命してしまった。戦闘が収束した後、巨神兵が身を乗り出していた丘の上には巨大な骨格が遺された。

## 補足

### 劇場版作画
劇場版において巨神兵がビームを発射しながら崩壊するシーンは、庵野秀明が原画を担当した。
宮崎駿が描いた初期の絵コンテの段階では完全復活した巨神兵と王蟲が激突するシーンが存在したが、尺に間に合わないということで間に合わせるために絵コンテを描き直したという。
スタジオジブリの鈴木敏夫は、2010年5月27日、ブルーレイディスク版『風の谷のナウシカ』（同年7月14日発売）の完成披露発表会において、本作で原画を担当した『新世紀エヴァンゲリオン』の監督・庵野秀明と自身との対談「ナウシカとエヴァンゲリオン!巨神兵の行方は?」がディスクの音声特典として追加収録されたことにちなんで、「あいつ（注：庵野）の作りたいことが分かった。エヴァンゲリオンは巨神兵だ!! と今気付きました。」「彼の最初にやった仕事が（※世界を滅ぼした巨大人型人工生命体である）巨神兵を描いたこと。そして今は（（巨大）汎用ヒト型決戦兵器である）エヴァンゲリオンを描いている。何十年たった今でも人間って同じことやるんですね。恐ろしい（笑）。だからお墓には巨神兵って書いときましょう。」と発言した。

### 実写特撮映画
2012年7月から東京都現代美術館で開催され、その後全国を巡回した「館長 庵野秀明 特撮博物館 -ミニチュアで見る昭和平成の技-」にて、スタジオジブリ製作の短編映画『巨神兵東京に現わる』が特別上映された。企画は庵野秀明、監督は樋口真嗣、プロデューサーは鈴木敏夫、造型デザインは竹谷隆之。撮影はCGを使用せず、ミニチュア特撮で行われた。作者の宮崎駿からは、「ナウシカは出すな」という条件で製作の承諾を得たという。
本作に登場する巨神兵は肉体の崩壊を起こしておらず、光の槍や飛行能力も有した「完動品」と言えるものになっている。竹谷隆之によって新たにデザインが起こされており、形状は漫画版のものに近く、エヴァンゲリオンへの逆オマージュとも言えるものになっている。また、口内のプロトンビームの展開シークエンスなども細かく設定されているほか、巨神兵の恐怖を再現するために大きさがエスカレートしていったため、サイズが原作のものよりはるかに巨大となっている。
撮影用に制作された巨神兵は全長180センチメートル程度のもので、着ぐるみなどではなく文楽人形のように後方から棒を介して操作するという手法が取られた。操作には最大で5人を必要とする。実際に制作されたものは1体のみであるが、劇中では合成によって複数の巨神兵が登場している。